# Bodenlehrpfad Raffelsbrand
Der Bodenlehrpfad Raffelsbrand war bei seiner Eröffnung 2003 eine in Nordrhein-Westfalen einmalige Einrichtung in Raffelsbrand im Kreis Düren.
Der Bodenlehrpfad liegt im „Todtenbruch-Moor“, einem Ausläufer des Hohen Venns. Er ist 4,5 km lang. Etwa 700 m führen über Holzstege.
Im Bereich des Lehrpfades befinden sich fünf Quellen, unter anderem die Quelle des Wehebaches. Sechs ausgewählte Böden sind an der Strecke des Pfades zu sehen, darunter Podsol, Pseudogley, Gley, Braunerde und Hochmoorboden. Neben einem Bereich, in dem das Torfstechen nachvollziehbar ist, ist auch ein Pingo, eine eiszeitliche Vertiefung, mit fast 50 m Durchmesser zu sehen. Typische Moorpflanzen, wie das Wollgras, der fleischfressende Sonnentau und viele andere Pflanzen haben sich wieder angesiedelt.
Farbige Informationstafeln erläutern den Besuchern die Einzelheiten des Bodenlehrpfades.
Der durch die Landesforstverwaltung NRW erbaute Lehrpfad wurde am 13. Juni 2003 durch die damalige Umweltministerin NRW Bärbel Höhn eingeweiht. In der Nähe des Lehrpfades liegt das Jugendwaldheim Raffelsbrand des Landesbetriebes Wald und Holz NRW.